# Allemagne au Concours Eurovision de la chanson 1956
L'Allemagne a participé au premier Concours Eurovision de la chanson en 1956 à Lugano, en Suisse. Deux chansons, Im Wartesaal zum großen Glück de Walter Andreas Schwarz et So geht das jede Nacht de Freddy Quinn, ont été sélectionnées lors d'une finale nationale organisée par ARD. 

## Processus de sélection
| no | Interprète                    | Chanson                       | Place |
| -- | ----------------------------- | ----------------------------- | ----- |
| 1  | Lys Assia                     | Ein kleiner goldner Ring      | —     |
| 2  | Rolf Baro                     | —                             | —     |
| 3  | Eva Busch                     | —                             | —     |
| 4  | Angèle Durand                 | —                             | —     |
| 5  | Margot Eskens                 | —                             | —     |
| 6  | Friedel Hensch und die Cyprys | —                             | —     |
| 7  | Margot Hielscher              | —                             | —     |
| 8  | Bibi Johns                    | —                             | —     |
| 9  | Freddy Quinn                  | So geht das jede Nacht        | 1     |
| 10 | Walter Andreas Schwarz        | Im Wartesaal zum großen Glück | 1     |
| 11 | Hans-Arno Simon               | —                             | —     |
| 12 | Gerhard Wendland              | —                             | —     |